# Права ЛГБТ на Мальдивах
Лесбиянки, геи, бисексуалы и трансгендерные люди (ЛГБТ) на Мальдивах подвергаются дискриминации.
Мальдивское законодательство криминализирует гомосексуальность и предусматривает уголовные наказания за однополые отношения и поведение. Уголовный кодекс Мальдив ссылается на шариат, который карает гомосексуальность, как правило, штрафами, тюремным заключением и ударами плетью. Несмотря на это, гомосексуальность редко преследуется по закону, но остаётся табу; часто встречается дискриминация по признаку сексуальной ориентации, а представители ЛГБТК-сообщества подвергаются дискриминации, преступлениям на почве ненависти и другим нарушениям прав человека.
ЛГБТ-туристы, как правило, считаются желанными гостями на большинстве частных туристических островов, курортов и отелей. Однако туристические гиды предупреждают, что некурортные острова подчиняются законам шариата, и советуют ЛГБТ-туристам проявлять осторожность, находясь на публике за пределами отелей и частных туристических зон.

## Законность однополых половых актов

### Уголовный кодекс и исламское право
Уголовный кодекс Мальдивских островов криминализирует гомосексуальность несколькими способами. Уголовный сексуальный контакт определяется в разделе 131 Уголовного кодекса Мальдивских островов и относится к запрету сексуального контакта без какой-либо причины, разрешённой исламским правом. Однополые половые сношения являются незаконными в соответствии с исламским правом и прямо указаны как правонарушение в разделе 411(2) Уголовного кодекса и определены в разделе 411(f).

### Механизмы наказания и обеспечения соблюдения
По данным Международной ассоциации лесбиянок, геев, бисексуалов, трансгендерных и интерсекс-людей (ILGA), Уголовный кодекс Мальдивских островов до внесения поправок в 2015 году оставлял вопросы, касающиеся сексуального поведения, некодифицированными и подлежащими регулированию исламским правом, применимым только к мусульманам. Однако с момента вступления в силу изменённого Уголовного кодекса законы, касающиеся прав ЛГБТ, ужесточились.
Максимальные наказания за гомосексуальные действия, запрещённые в соответствии с Уголовным кодексом Мальдив, включают тюремное заключение сроком до одного года за незаконный брак в соответствии с s410(a)(8), тюремное заключение сроком до восьми лет за уголовное поведение в соответствии с s411(a)(2) и 411(d) с учётом дополнительного наказания в виде 100 ударов плетью в соответствии с исламским шариатом и тюремное заключение сроком до четырёх лет за незаконное сексуальное поведение в соответствии с s412.
Гомосексуальные действия не могут быть наказаны смертью в соответствии с законодательством Мальдив. Смертная казнь, как в гражданском кодексе, так и в соответствии с законами шариата, де-факто не применяется с 1953 года. Во время подготовки к возобновлению казней в 2015 году были приняты новые правила по реализации наказания: Раздел 92(k) изменённого Уголовного кодекса Мальдив разъясняет, что смертная казнь должна быть доступна только за вопиющее преднамеренное убийство. Некоторые указывают на раздел 1205, в котором говорится, что «если преступник признан виновным в совершении преступления, за которое в Священном Коране предопределены наказания, то этот человек должен быть наказан в соответствии с исламским законом и как предписано настоящим Законом и Священным Кораном». Коран не определяет наказание за гомосексуальность. Соответственно, наказание по мальдивскому законодательству — это наказание, указанное в разделах 410—412.
Планы по восстановлению смертной казни были позднее отменены, и мораторий на смертную казнь — за любое преступление — был продлён.

## Признание однополых отношений
Однополые отношения, включая однополые браки, гражданские союзы и домашние партнёрства, не признаются на Мальдивах.
Раздел 410(a)(8) Уголовного кодекса Мальдив (вступил в силу 16 июля 2015 года) криминализирует однополые браки, устанавливая, что вступление двух человек одного пола в брак является правонарушением.

## Защита от дискриминации
Правовой защиты от дискриминации по признаку сексуальной ориентации или гендерной идентичности не существует.

## Конституционная основа
В 2009 году Мальдивы приняли новую Конституцию, включающую главу о правах и свободах, что свидетельствует о стремлении принять новую культуру прав человека. Однако в неё не вошли никакие резолюции, касающиеся вопросов прав ЛГБТ.

## В ООН

### Резолюции ООН
В 2008 году подготовленное европейцами заявление призвало к декриминализации гомосексуальности и рекомендовало государствам «принять все необходимые меры, в частности законодательные или административные, для обеспечения того, чтобы сексуальная ориентация или гендерная идентичность ни при каких обстоятельствах не могли быть основанием для уголовных наказаний, в частности казней, арестов или задержаний». Мальдивы были одним из первых 57 членов (сейчас 54 члена), которые подписали противоположный документ, зачитанный сирийским представителем и разделивший Генеральную Ассамблею ООН по вопросу прав ЛГБТ.
Как страна, живущая по законам шариата, Мальдивы следовали убеждениям документа по нескольким вопросам. В документе говорилось, что подготовленное европейцами заявление вмешивается в вопросы, которые должны находиться в пределах внутренней юрисдикции отдельных государств. Кроме того, в документе также говорилось о желании избежать социальной нормализации того, что считалось «позорными деяниями», путём установления новых прав и стандартов, которые не были согласованы при вступлении в члены и следовании Всеобщей декларации прав человека. В нём также утверждалось, что декларация представляет собой угрозу международной системе прав человека.
В июне 2011 года Мальдивы отклонили представленную Южно-Африканской Республикой в Организации Объединённых Наций резолюцию, которая стремилась подтвердить права сообщества ЛГБТ. Вторая резолюция, которая касалась сексуальной ориентации и гендерной идентичности, была принята Советом по правам человека Организации Объединённых Наций в сентябре 2014 года, однако она была снова отклонена Мальдивами.

### Универсальный периодический обзор
В сентябре 2014 года в представлении Комиссии по правам человека Мальдивских островов (HRCM) в Универсальный периодический обзор Мальдивских островов был выделен ряд вопросов прав человека, однако вопросы прав ЛГБТ не обсуждались. «Свобода выражения мнения» была выделена как область, вызывающая беспокойство, и было отмечено, что «нет законов, гарантирующих свободу выражения мнения на Мальдивах». Было сделано упоминание о многочисленных угрозах смертью и другом агрессивном поведении, полученных правозащитниками, и Комиссия отметила необходимость «принять меры для решения проблем угроз и запугивания, направленных на парламентариев, журналистов и активистов гражданского общества, чтобы обеспечить их безопасность».
Это может распространяться или не распространяться на те же преследования, которым подвергаются активисты по правам ЛГБТ. Цели Комиссии по правам человека Мальдивских островов приведены в Законе о Комиссии по правам человека и объясняют, почему права ЛГБТ не были включены в представление. Цели Комиссии включают защиту, поощрение и поддержание прав человека на Мальдивах «в соответствии с исламским шариатом и Конституцией Мальдив».
В докладе Совета по правам человека ООН за 2016 год на его тридцатой сессии было отмечено, что Мальдивы приняли 198 рекомендаций из 258, оставив 60 рекомендаций отклонёнными. Эти 60 рекомендаций включали вопросы, которые, как утверждалось, противоречат исламской вере и Конституции Мальдив; например, «касающиеся свободы вероисповедания, лесбиянок, геев, бисексуалов, трансгендерных людей и нетрадиционных форм семьи»:83. Организация Action Canada for Population and Development отреагировала на это, отметив свою обеспокоенность по поводу отказа Мальдив «принять закон против дискриминации по признаку сексуальной ориентации»:87.
Совет по правам человека в 2015 году рекомендовал Мальдивам ускорить работу по принятию антидискриминационного законодательства, «обеспечить, чтобы оно включало запрет дискриминации по признаку сексуальной ориентации; и бороться со стигматизацией и маргинализацией гомосексуалов в обществе». Сообщалось, что те, кого на Мальдивах считают гомосексуальными или трансгендерными людьми, подвергаются преступлениям на почве ненависти и другим нарушениям прав человека, поэтому Фонд ООН в области народонаселения (ЮНФПА) рекомендовал Мальдивам стремиться обеспечить защиту представителей ЛГБТ от этого посредством реформы законодательства. Комитет также рекомендовал Мальдивам «декриминализовать сексуальные отношения между взрослыми людьми одного пола по обоюдному согласию». Эти рекомендации были приняты к сведению Мальдивами, но не исполнены.
В Национальном докладе Совета по правам человека для Мальдив в 2015 году было отмечено, что с момента обзора Мальдив в 2010 году произошло много важных событий в области прав человека, поскольку страна перешла к демократическому обществу. Однако в докладе не содержится никаких подробностей о проблемах или событиях в области прав человека ЛГБТ.
В мае 2015 года в справочном документе, представленном во второй цикл Универсального периодического обзора Мальдив, Международная служба по правам человека (ISHR) заявила, что «некодифицированный шариат криминализирует гомосексуальное поведение, тем самым делая Мальдивы очень небезопасным местом для защиты прав лиц, идентифицирующих себя как ЛГБТ».

## Преследование
В 2013 году блогер Хилат Рашид чуть не погиб в результате жестокого нападения возле своего дома на Мальдивах из-за его открытой гомосексуальности и стремления к религиозной свободе. Свобода вероисповедания, которая тесно переплетается со свободой выражения и сексуальности на Мальдивах, по-прежнему сильно ограничена в стране как юридически, так и через общественное мнение.
В статье 2014 года в Новой Зеландии говорилось об Аврааме Наиме, которому было предоставлено убежище из-за преследований, с которыми он столкнулся из-за своей гомосексуальности на Мальдивах. Сообщалось, что Министерство бизнеса, инноваций и занятости Новой Зеландии предоставило статус беженца, поскольку Наим «подвергался риску серьёзного вреда со стороны представителей государства» и, вероятно, столкнётся с дальнейшими преследованиями за открытую гомосексуальность по возвращении на Мальдивы. Это подтвердил Ибрагим Муаз, пресс-секретарь канцелярии президента, который заявил, что просители убежища за границей из-за дискриминации по признаку сексуальной ориентации столкнутся с судебным преследованием по возвращении.
Хотя дискриминация против ЛГБТ широко распространена на Мальдивах, они остаются популярным местом отдыха для ЛГБТ-пар, которые редко сталкиваются с реальностью исламского права страны из-за доходов от туризма, а также потому, что туристические курорты обычно изолированы от гражданских населенных пунктов и, следовательно, не подчиняются исламскому праву, о чём особенно свидетельствует продажа алкоголя на этих курортах.
Rainbow Warriors заявили, что местное движение ЛГБТ на Мальдивах в основном ограничивается виртуальным миром, работая в Интернете, из-за неопределённости и интенсивности гомофобии в стране. В 2015 году двое местных мужчин были арестованы в своём частном доме на одном из островов на Мальдивах по обвинению в гомосексуальности после жалобы одного из представителей общественности.